# Ковнировский корпус

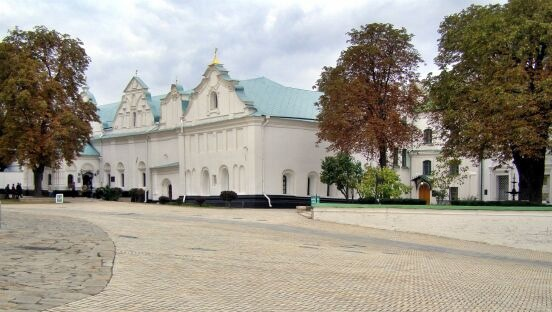
Ковнировский корпус

Ковнировский корпус — памятник архитектуры XVII—XVIII столетий в стиле украинского барокко. Расположен на территории Киево-Печерской лавры, бывшее служебное помещение монастыря. Назван в честь мастера-каменщика Степана Ковнира, с именем которого связано возведение здания.

## История
Южная часть сооружения — монастырская проскурница — возведена в XVII ст. В начале XVIII ст. Степан Ковнир построил рядом книжный магазин с отдельным входом. Над всем образовавшимся зданием возвели шесть фронтонов.
После пожара в 1744—1746 годах Степан Ковнир отстроил оба здания, придав им современный вид. Во время Великой Отечественной войны здание было частично разрушено. Восстановлено в 1963 году по проекту архитектора М. Александровой.
Сейчас в помещении Ковнировского корпуса расположен Музей исторических драгоценностей Украины.

## Архитектура

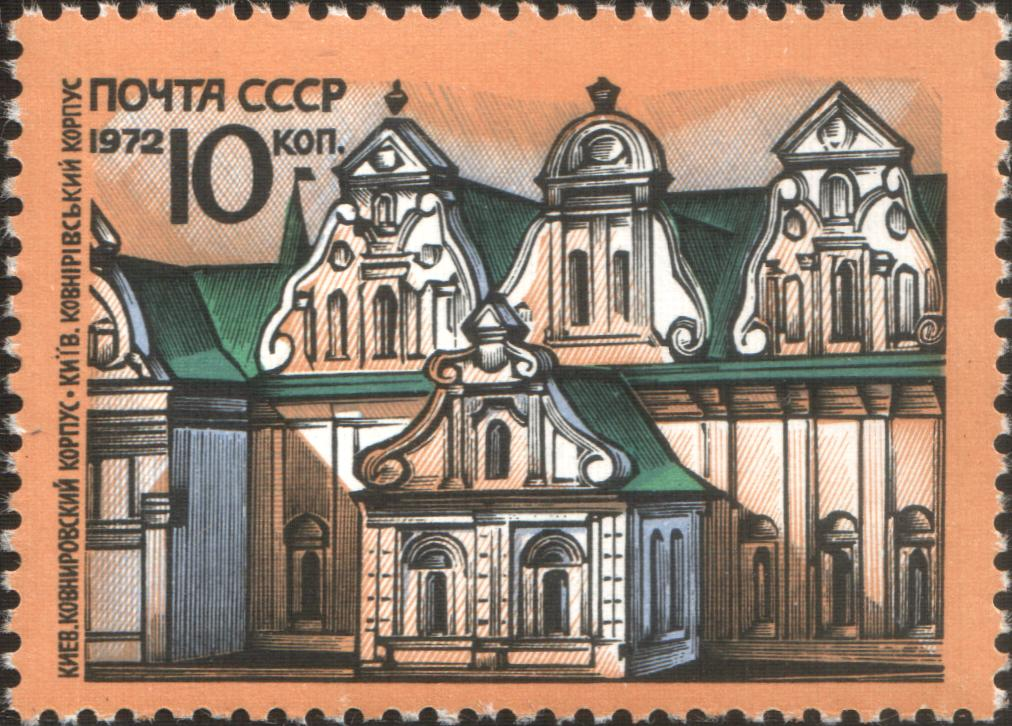
Ковнировский корпус на почтовой марке СССР, 1972 год

Среди памятников Киево-Печерской лавры Ковнировский корпус отличается оригинальными архитектурными формами. Корпус состоит из двух сооружений — проскурницы и магазина, но воспринимается как единое здание. Размеры здания — 49 х 13 метров. Сооружение объединено шестью фигурными фронтонами, оформленных в стиле казацкого барокко. Наибольший фронтон — над проскурницей, наименьший над пристройкой, и четыре одинаковых — над магазином. Два фронтона по своим формам близки к боковым фронтонам Успенского собора. Стены разделены пилястрами, которые переходят в профильный карниз.